# Инхенио
Инхенио (шп. Ingenio) град је у Шпанији у аутономној заједници Канарска Острва у покрајини Лас Палмас. Према процени из 2017. у граду је живело 30 340 становника.

## Становништво
Према процени, у граду је 2017. живело 30 340 становника.
| 2017.  |
| ------ |
| 30 340 |